# David Kushnir
David Kushnir (* 21. Juni 1931 in Afula; † 18. Oktober 2020) war ein israelischer Leichtathlet und Fußballspieler.

## Biografie
Kushnir trat bei den Olympischen Sommerspielen 1956 in Melbourne  im Weitsprungwettkampf an. Mit einer Weite von 6,89 Metern konnte er sich jedoch nicht für das Finale qualifizieren und belegte im Endklassement den 25. Platz. Vier Jahre später startete er bei den Olympischen Sommerspielen in Rom erneut im Weitsprungwettkampf. Er verbesserte seine Leistung auf 7,20 Meter, verpasste allerdings wieder das Finale und belegte erneut Rang 25. 
1960, 1961, 1963 und 1964 wurde er Israelischer Meister im Weitsprung und hielt 18 Jahre lang den Landesrekord. Weitere Meistertitel gewann Kushnir über 100 Meter, im Dreisprung und Stabhochsprung. Außerdem stellte er nationale Rekorde im Zehnkampf und Dreisprung auf. 
Nach seiner Karriere war er als Leichtathletiktrainer bei Hapoel Ramat Gan, ASA Tel-Aviv FC und bei der Israelischen Nationalmannschaft tätig. 
Neben der Leichtathletik war Kushnir auch Fußballspieler. Mit Hapoel Balfouria spielte er in der Saison 1954/55 in der höchsten Spielklasse Israels.